# Sutherland (Nebraska)
Sutherland – wieś w Stanach Zjednoczonych, w stanie Nebraska, w hrabstwie Lincoln.